# Haemaphysalis simplicima
Haemaphysalis simplicima este o specie de căpușe din genul Haemaphysalis, familia Ixodidae, descrisă de Harry Hoogstraal și Wassef în anul 1979.
Este endemică în Madagascar. Conform Catalogue of Life specia Haemaphysalis simplicima nu are subspecii cunoscute.